# K2 (기업)
케이투코리아(영어: K2, Inc.)은 대한민국의 아웃도어 제품 회사이다. 주로 K2라는 등산전문브랜드로 등산화, 등산의류, 등산용품 및 산업용 안전화 등을 제조및 판매하고, 스포츠시설운영업을 하고있다. 당사의 대표이사는 정영훈이며, 본사는 서울특별시 강남구 자곡동에 위치하고 있다.

## 브랜드 신념
Technical Outdoor
외부의 거친 환경으로부터 신체를 보호한다.

## 제공 가치
거친 아웃도어 환경에서 신체를 보호할 수 있는 테크니컬한 기능을 가진 제품 아웃도어 전문가라는 자부심을 느끼게 해주는 브랜드

## 활동 영역
- 제품 : 등산, 트레킹, 워킹, 캠핑, 여행 등 아웃도어 카테고리 전 영역
- 올바른 아웃도어 문화 확대 및 사회 공헌 활동

## 같이 보기
- 블랙야크
- 네파